# Quận Philadelphia, Pennsylvania
Quận Philadelphia là một quận trong tiểu bang Pennsylvania, Hoa Kỳ. Quận lỵ đóng ở Philadelphia6. Theo điều tra dân số năm 2000 của Cục điều tra dân số Hoa Kỳ, quận có dân số 1.517.550 người.2 Năm 2008, dân số ước tính là 1.540.351 người. Đây là quận có dân số đông nhất bang này. Quận thuộc thung lũng Delaware.

## Địa lý
Theo Cục điều tra dân số Hoa Kỳ, quận có diện tích km², trong đó có 19,6 km2 là diện tích mặt nước.

### Các quận giáp ranh
- Quận Montgomery, Pennsylvania (bắc)
- Quận Bucks, Pennsylvania (đông bắc)
- Quận Burlington, New Jersey (đông)
- Quận Camden, New Jersey (đông nam)
- Quận Gloucester, New Jersey (nam)
- Quận Delaware, Pennsylvania (tây)